# Revista de Investigaciones Altoandinas
La Revista de Investigaciones Altoandinas – Journal of High Andean Research es una revista científica arbitrada fundada en 1999. Desde 2013 es publicada regularmente por la Universidad Nacional del Altiplano de Puno, Perú. Reúne artículos de investigadores nacionales y extranjeros. Los artículos están bajo una licencia de Creative Commons. Es abreviada por Rev. Investig. Altoandin. El actual director y editor es Fortunato Escobar Mamani. 

## Enfoque temático y regional
La Revista de Investigaciones Altoandinas – Journal of High Andean Research se centra en las áreas de investigación de las ciencias agrícolas, las ciencias biológicas y los estudios ambientales, incluyendo diversas perspectivas disciplinarias de las ciencias naturales y las ciencias sociales. El enfoque regional es la región andina, es decir las zonas habitadas de la alta montaña en los estados andinos.

## Indexación
Actualmente la Revista de Investigaciones Altoandinas – Journal of High Andean Research está indexada en Web of Science (Emerging Science Citation Index), en SciELO Citation Index, en Latindex, en Dialnet, en REDIB, en Food Science and Technology Abstracts y en DOAJ (Directory of Open Access Journals).

## Enlaces
- Revista de Investigaciones Altoandinas
- SciELO Perú
- REDIB
- DOAJ
- ROAD